# Fresnay-l'Évêque
Fresnay-l'Évêque é uma comuna francesa na região administrativa do Centro, no departamento Eure-et-Loir. Estende-se por uma área de 29,21 km². Em 2010 a comuna tinha 747 habitantes (densidade: 25,6 hab./km²).